# Ätialprinzip
Unter Ätialprinzip (von altgriechisch αἰτία aitia, deutsch ‚Ursache‘) versteht man eine schwache, statistische Form eines Kausalprinzips, bei dem von einer Ursache nicht eindeutig auf eine Wirkung geschlossen werden kann, sondern nur auf eine Menge möglicher Wirkungen und eine zugehörige Wahrscheinlichkeitsverteilung. Der Begriff wird vorwiegend in den Wirtschaftswissenschaften verwendet.

## Erklärung und Beispiel
Eine strikte, deterministische Form von Kausalität kommt in dem Satz „gleiche Ursache – gleiche Wirkung“ zum Ausdruck: Ein Würfel wird losgelassen (Ursache) – er fällt hinunter (Wirkung). Das Loslassen des Würfels ist in diesem Sinne kausal für sein Hinunterfallen.
Betrachtet man nun den Zusammenhang zwischen dem Loslassen des Würfels und der gewürfelten Augenzahl, kann man nicht von Kausalität im obigen Sinne sprechen. Allerdings wird man beim Loslassen eines (idealen) Würfels davon ausgehen, dass jede der sechs möglichen Augenzahlen mit gleicher Sicherheit (d. h. gleicher Wahrscheinlichkeit) auftreten wird; bei häufiger Wiederholung des Experiments wird man jede Augenzahl in etwa einem Sechstel aller Fälle beobachten.
Diese statistische Form der Kausalität wird durch das sogenannte Ätialprinzip beschrieben; es lässt sich wie folgt formulieren: „gleiche allgemeine Ursache – gleiche Menge möglicher Wirkungen mit zugehörigen Wahrscheinlichkeiten“. Von „allgemeinen Ursachen“ spricht man hier, weil die mangelnde Eindeutigkeit der Wirkung unter Umständen lediglich durch eine zu unscharfe Beschreibung der Ursache bedingt ist. Beschriebe man genau, wie der Würfel losgelassen wird, könnte man möglicherweise eindeutig darauf schließen, welche Zahl erscheinen wird.

## Herkunft und Verwendung
Der Begriff wurde im Jahre 1956 von Heinrich Hartwig eingeführt. Für ihn ist das Ätialprinzip Voraussetzung für „Wahrscheinlichkeitsurteil[e] von objektiver Gültigkeit“.
Außerhalb der wirtschaftsstatistischen und ökonometrischen Lehrbuchliteratur taucht der Begriff nur selten auf. Da sich rein durch statistische Untersuchungen keine Ursache-Wirkungs-Beziehungen nachweisen lassen (ein statistisch festgestellter Zusammenhang beispielsweise zwischen Lohnentwicklung und Wirtschaftswachstum sagt nichts darüber aus, welche Größe durch die andere und ob überhaupt eine durch die andere bedingt wird), sind in der wissenschaftlichen Literatur heute andere Kausalitätsbegriffe, wie etwa die Granger-Kausalität, von weitaus größerer Bedeutung. 
Das Problem, aus statistischen Zusammenhängen auf Kausalbeziehungen zu schließen, hat man auch in Medizin, wenn klinische Studien ausgewertet werden sollen. Dementsprechend tauchen in der Ätiologie, der Lehre von den Krankheitsursachen, ähnliche Fragen auf, wie hier dargestellt; der Begriff „Ätialprinzip“ ist dort allerdings ungebräuchlich.